# Kristof Waterschoot
Kristof Waterschoot (Antwerpen, 9 augustus 1981) een Belgisch politicus voor CD&V.

## Levensloop
Van opleiding handelsingenieur, werd Kristof Waterschoot beroepshalve ambtenaar. Ook werkte hij als kabinetsadviseur voor schepen van Antwerpen Marc Van Peel. In 2014 werd hij actief in de Haven van Antwerpen, bij een opleidingscentrum, APEC. Nadien ging hij aan de slag bij PAI, een consulting en investeringsvehikel van het Antwerpse Havenbedrijf.
In 2006 werd hij verkozen tot districtsraadslid van Hoboken en sindsdien was Waterschoot er districtsschepen. Hij bleef beide mandaten uitoefenen tot in 2018.
Bij de federale verkiezingen van 2007 stond hij als tweede opvolger op de Antwerpse Kamerlijst van het kartel CD&V/N-VA. Hierdoor was hij, nadat N-VA-voorzitter Bart De Wever overstapte naar het Vlaamse parlement, van juli 2009 tot juni 2010 lid van de Kamer van volksvertegenwoordigers.
In 2011 kwam hij opnieuw in de Kamer als opvolger van Servais Verherstraeten en bleef er zetelen tot aan de verkiezingen van 2014. Hij zetelde voor CD&V in de omstreden Dexia-commissie.
Kristof is getrouwd met Caroline Bastiaens, die eveneens politiek actief werd voor CD&V.